# Catedral de Ghazanchetsots
La catedral de Ghazanchetsots (en armenio: Սուրբ Ամենափրկիչ Ղազանչեցոց Եկեղեցի), también conocida como catedral de Cristo Salvador y catedral de Shushi, es una de las principales iglesias armenias apostólicas. Está situada en Shusha, Azerbaiyán. Fue construida entre 1868 y 1887 por el arquitecto Simon Ter Hakobian.

## Descripción

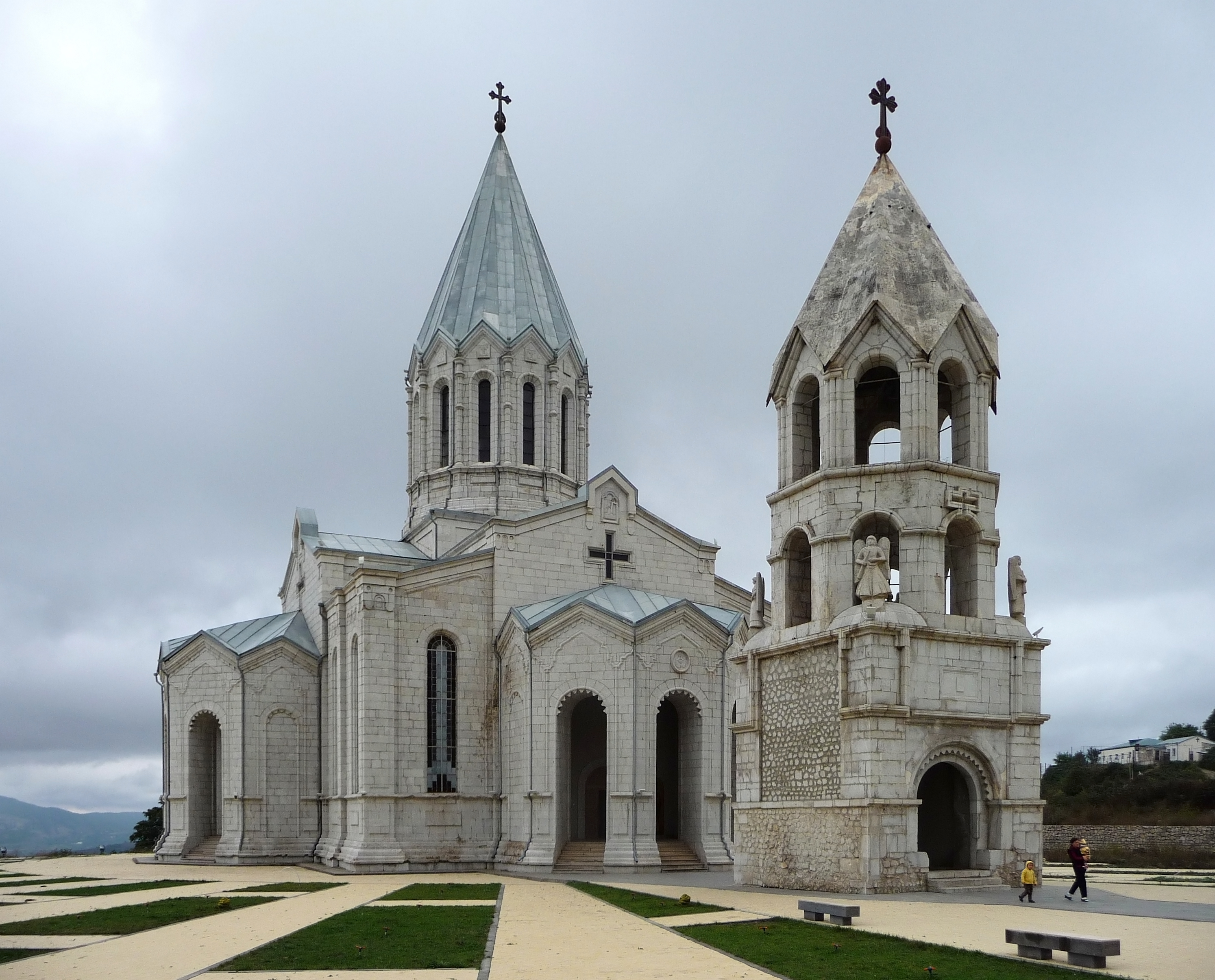
Vista de la catedral de Ghazanchetots.

La fachada es de piedra blanca. En frente de la entrada oeste está la torre campanario, construida en 1858, con tres niveles que cuentan historias; en las esquinas del tercer nivel había grandes estatuas de ángeles tocando trompetas, fueron destruidas durante la Guerra de Alto Karabaj, cuando la población estuvo bajo control azeri.

## Historia
La catedral ha tenido varios usos a lo largo de su historia. Su función como iglesia funcional terminó tras el pogromo de Shusha en 1920, cuando se buscó el exterminio de la población armenia y casi toda la ciudad de Shusha quedó destruida. Durante el gobierno soviético se utilizó primero como granero y más tarde como garaje. Durante la Guerra del Alto Karabaj, las fuerzas de Azerbaiyán la utilizaron como polvorín, uso que terminó el mes de mayo de 1992, cuando la ciudad pasó a manos de Armenia de nuevo. En los años posteriores se sucedieron las reformas y reparaciones en la ciudad, entre ellas las de la catedral.
En la década de los años 1990 se restituyeron las estatuas de ángeles con trompetas a través de réplicas, así como un escudo de armas de la ciudad. En 1998 la catedral fue consagrada nuevamente como iglesia, llegando a ser hoy en día la principal iglesia catedralicia de Armenia y la cabeza de la diócesis de Artsaj, perteneciente a la Iglesia Apostólica Armenia.

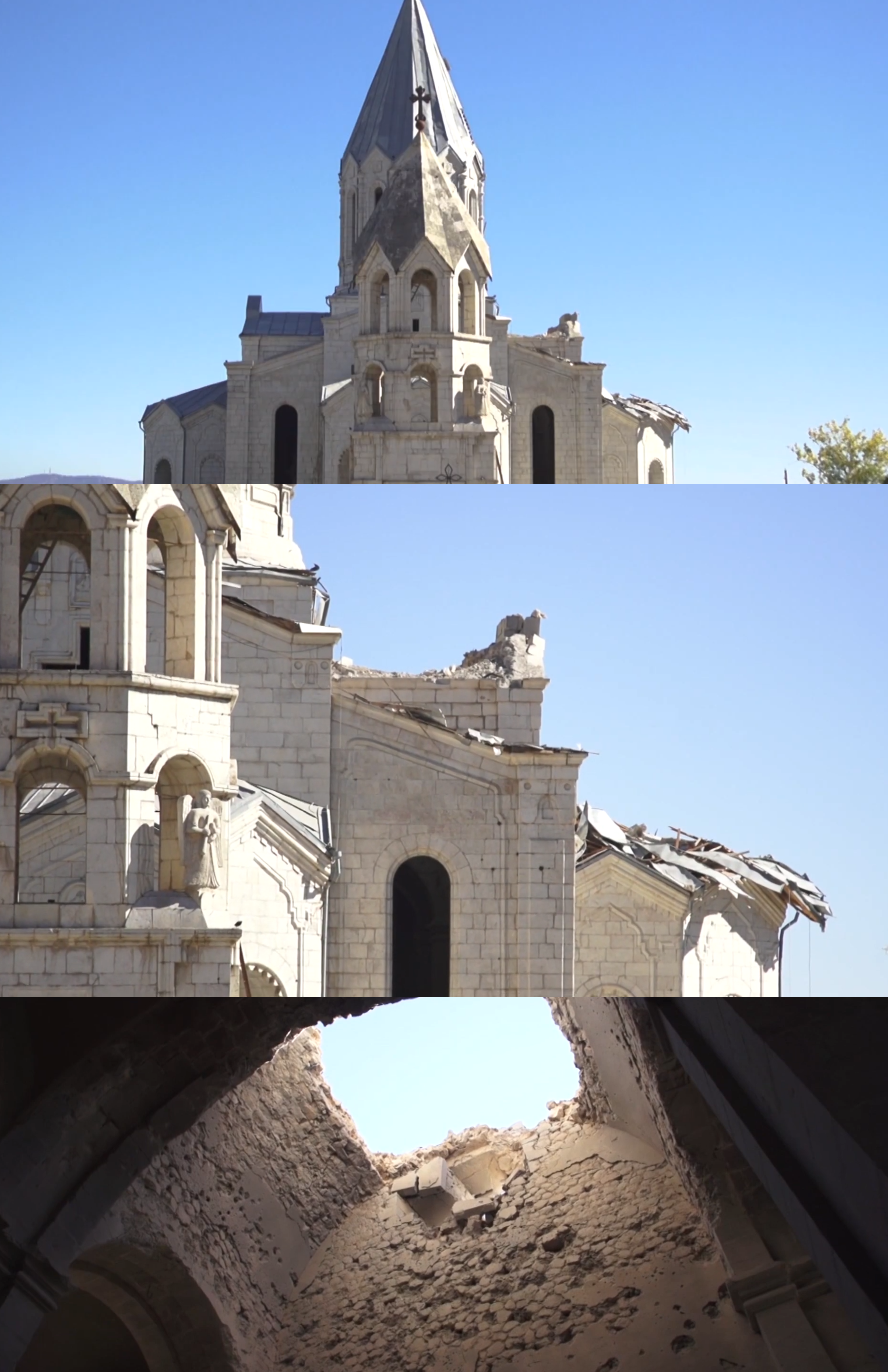
La catedral fue bombardeada dos veces el 8 de octubre de 2020 por las fuerzas armadas de Azerbaiyán durante el Conflicto de Nagorno-Karabaj.

El 8 de octubre de 2020, la catedral fue bombardeada dos veces por la aviación de Azerbaiyán, lo que resultó en la destrucción de parte de su techo. Un periodista ruso resultó gravemente herido durante el segundo ataque. Otros dos también resultaron heridos. El Observatorio de Derechos Humanos (ODH/HRW) señaló que los dos ataques 'sugieren que la iglesia, un objeto civil con una importancia cultural significativa, fue intencionalmente un objetivo, a pesar de la ausencia de pruebas de que se utilizara con fines militares'. El Observatorio de Derechos Humanos recopiló restos de las armas utilizadas contra la catedral, que 'han corroborado el uso de municiones guiadas'.

## Significado
La catedral, junto con el monasterio de Gandzasar, es un símbolo de la historia y la identidad de los armenios de Artsaj/Karabaj. El novelista Zori Balayan señalaba que a menudo se la hacía referencia durante el surgimiento del Movimiento de Karabaj. Se ha llegado a convertir en un símbolo de la liberación de la ciudad según la percepción de los armenios y un lugar de peregrinación popular tanto para los armenios de Armenia como para los de la diáspora. El catolicós Karekin II vio en la catedral un símbolo del movimiento de liberación armenio de Artsaj durante una misa celebrada allí en 2016. Además, la catedral es vista como un retazo del renacimiento religioso y cultural de la ciudad del siglo XIX y principios del XX.
En la catedral se solían guardar numerosos manuscritos, siendo el más antiguo datado de 1612. También se ha mantenido en la catedral el brazo derecho del catolicós Grigoris, nieto de Gregorio el Iluminador.

## Designación de patrimonio
La catedral está incluida en la lista de monumentos culturales e históricos de la no reconocida República de Artsaj. En 2001, la Reserva Estatal Histórica y Arquitectónica de Shusha, que incluye a la Catedral de Ghazanchetsots, se añadió a la Lista Indicativa del Patrimonio Mundial de la UNESCO de Azerbaiyán.